# Cod ATC H
Cod ATC H este o parte a Sistemului de clasificare Anatomo Terapeutico Chimică.
H Preparate hormonale sistemice (exclusiv hormonii sexuali)
- H01 Hormoni hipofizari, hipotalamici și analogi
- H02 Corticosteroizi de uz sistemic
- H03 Terapia tiroidei
- H04 Hormoni pancreatici
- H05 Preparate pentru homeostazia calciului